# Dongning (häradshuvudort i Kina)
Dongning är en häradshuvudort i Kina. Den ligger i provinsen Heilongjiang, i den nordöstra delen av landet, omkring 400 kilometer sydost om provinshuvudstaden Harbin. Antalet invånare är 61 440.
Runt Dongning är det ganska glesbefolkat, med 28 invånare per kvadratkilometer. Dongning är det största samhället i trakten. Runt Dongning är det i huvudsak tätbebyggt.
Genomsnittlig årsnederbörd är 948 millimeter. Den regnigaste månaden är juli, med i genomsnitt 202 mm nederbörd, och den torraste är januari, med 5 mm nederbörd.